# Miron Bronislaw Omenta
Miron Bronisław Omenta (1836, Polsko – Trondheim 1884) byl polsko-norský fotograf, který pracoval v Trondheimu od roku 1864 do roku 1884.

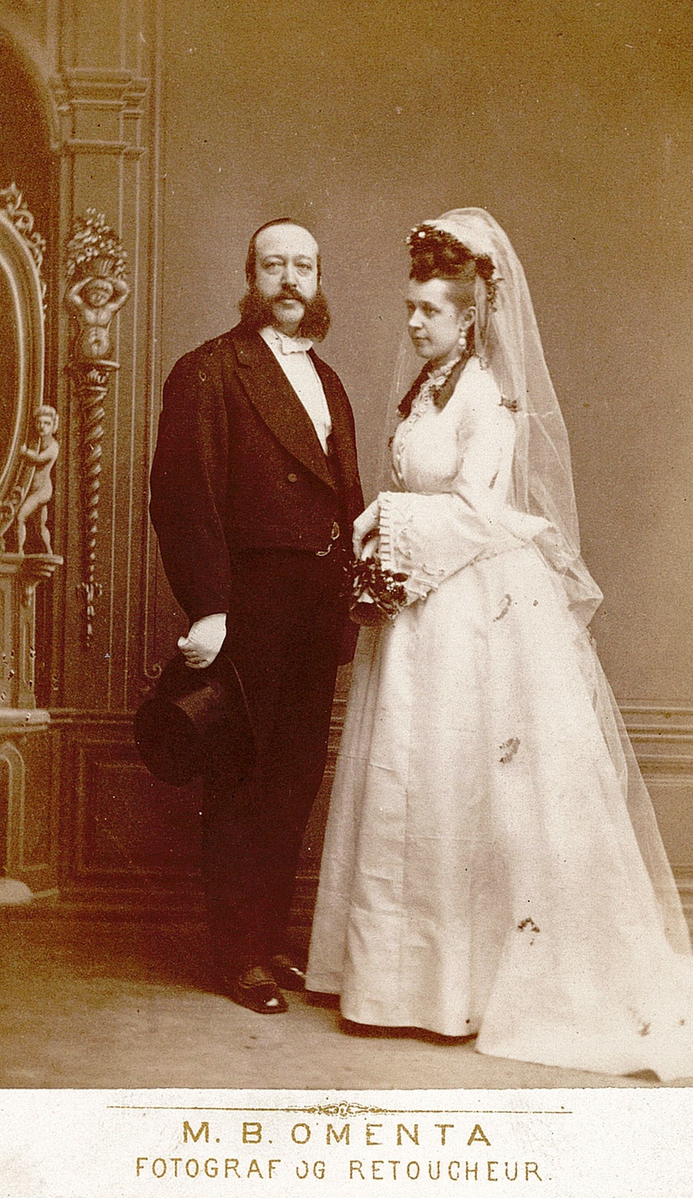
Svatební fotografie, 1870, neznámý pár, poznámka na zadní straně: Paní Sara Hala.

## Životopis
Omenta se zúčastnil Lednového povstání v Polsku v roce 1863, a byl vážně zraněn s následky na celý život. Přišel o jednu nohu a musel kulhat s dřevěnou protézou. Své první fotografické studio zřídil na adrese Kongens gate 15, Trondheim. Dne 26. listopadu 1864 zveřejnil inzerát v novinách Adresseavisen, ve kterém psal, že lidé obou pohlaví v národních a lidových krojích, dělníci a řemeslníci v pracovním obleku a se svými nástroji, ve skupinách i jednotlivě, jsou žádáni, aby přišli do mého fotografického studia, kde budou vyfotografováni a obdrží kopii obrázku, bez jakákoli platby. PS: Nabídka zdarma trvá pouze 1 měsíc. Kongens Gade, Bundtmager Wolters Gaard. Miron B. Omenta.
V roce 1870 vstoupil do partnerství s bývalým hercem a divadelníkem Haraldem Nielsenem, a spolupracovali ve společnosti se jménem „Nielsen & Omenta“. Měli studio v „Stadthamborggaardenu“ na Dronningens gate 27, na rohu St. Olavs gate.
Ještě předtím, než se v roce 1876 Nielsen rozhodl přestěhovat do Bergenu, firmu rozdělili. Miron Bronisław Omenta provozoval vlastní studio a obchod na Prinsens gate 21, a také na krátkou dobu uzavřel partnerství s fotografem Christensenem [= neidentifikovaný], pod firmou „Christensen & Omenta“. V roce 1878 publikoval Omenta inzerát, ve kterém oznamoval čtenářům, že on jako fotograf – profesionál čelí jakémukoli počasí i větru.

## Galerie

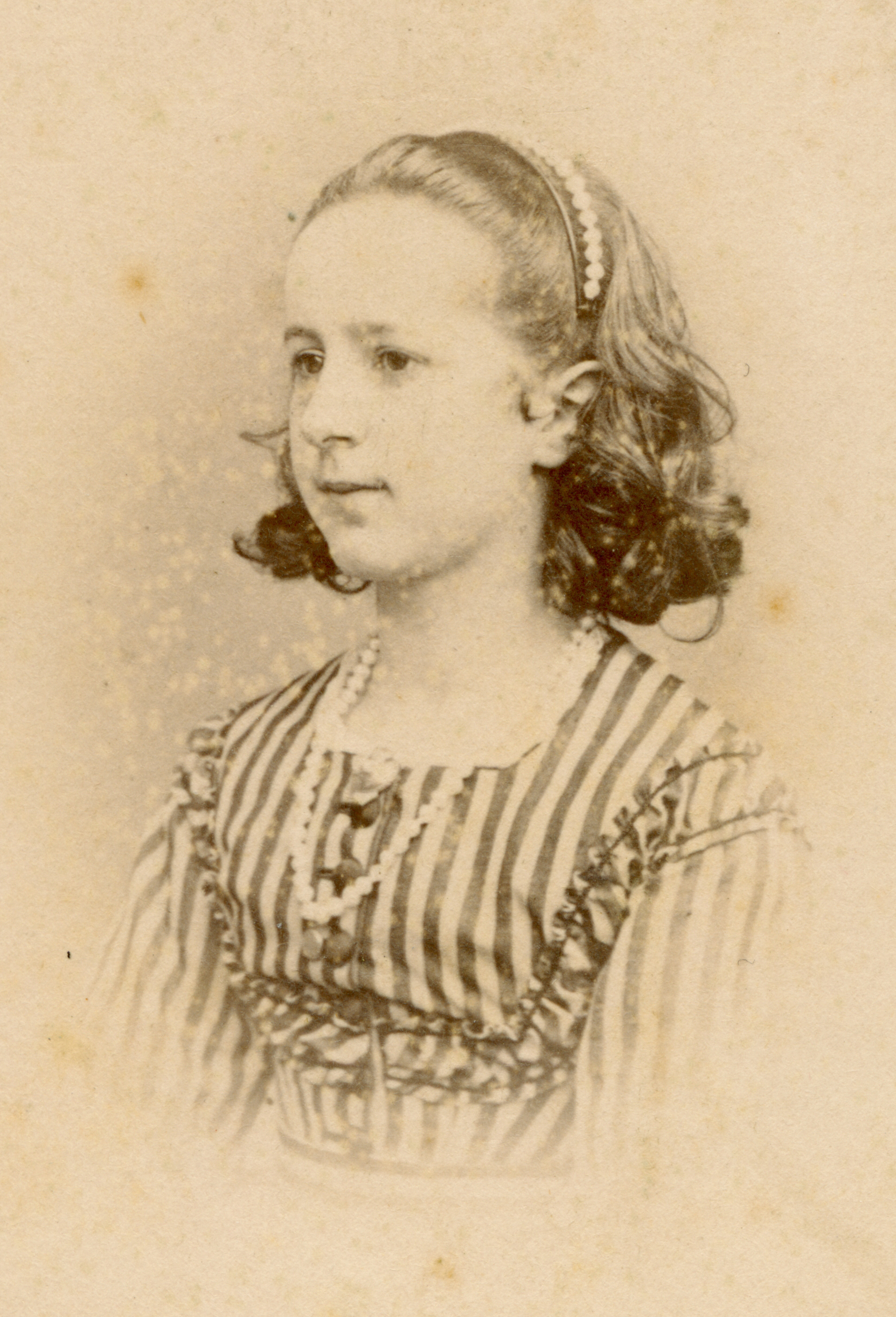
Slečna Aas jako mladá dívka, asi 1881
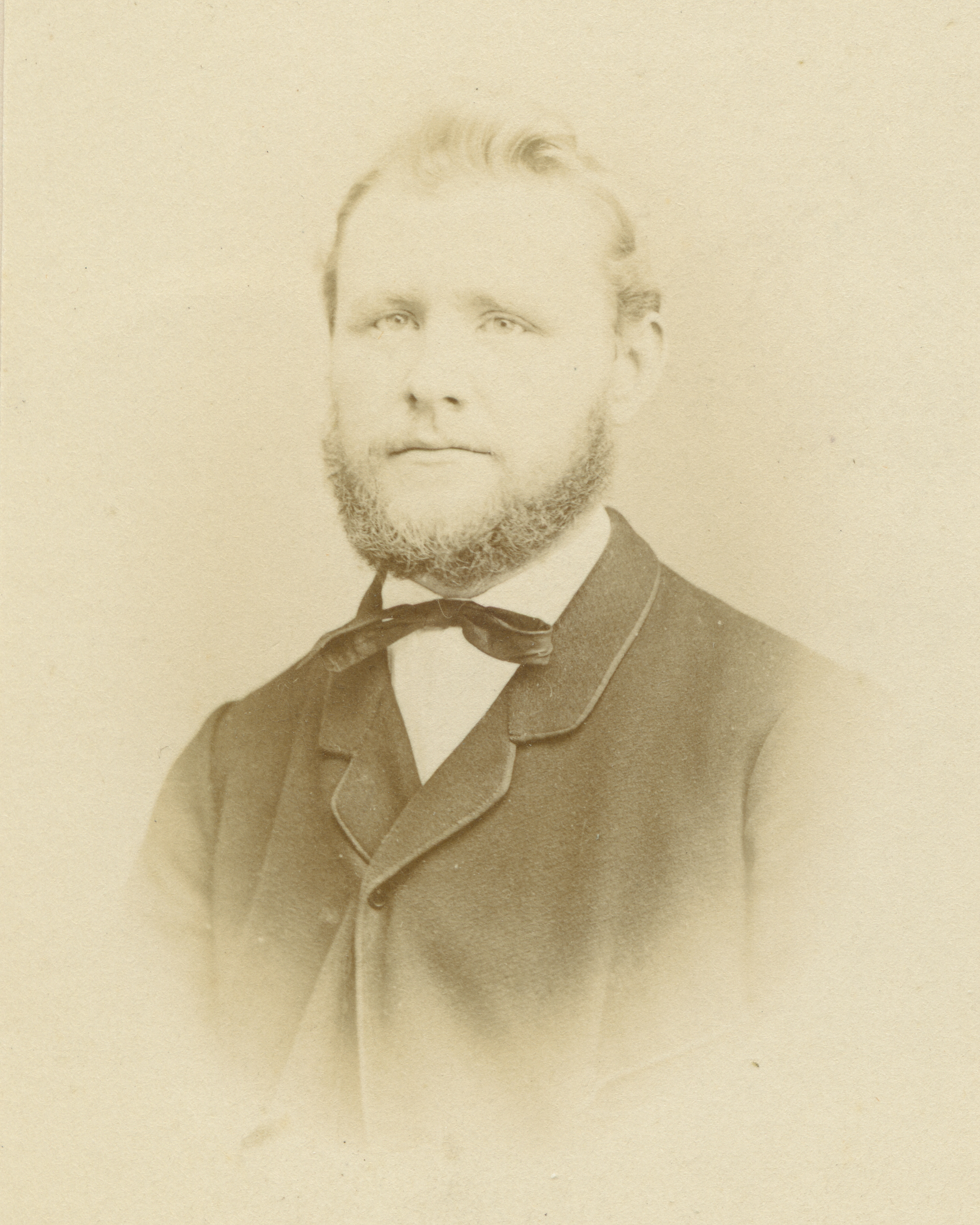
Helmer Bernhard Gansmo (1840–1929)
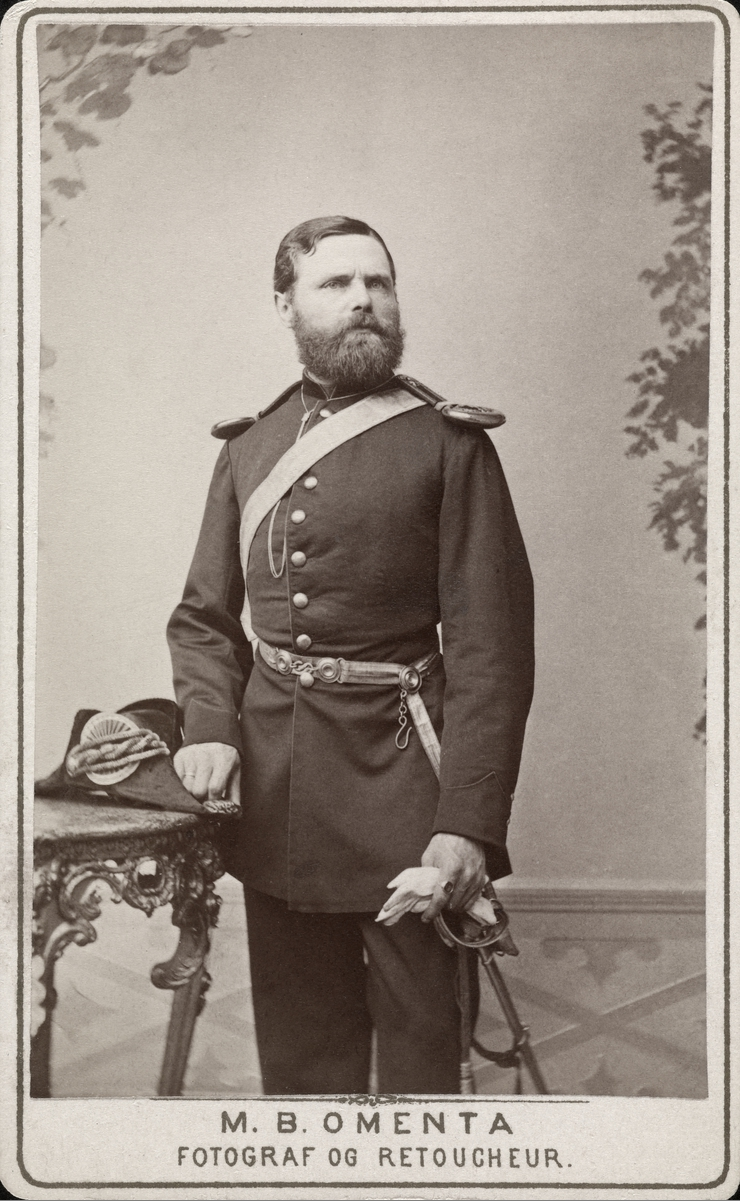
P. Egede-Nissen, portrét, asi 1870
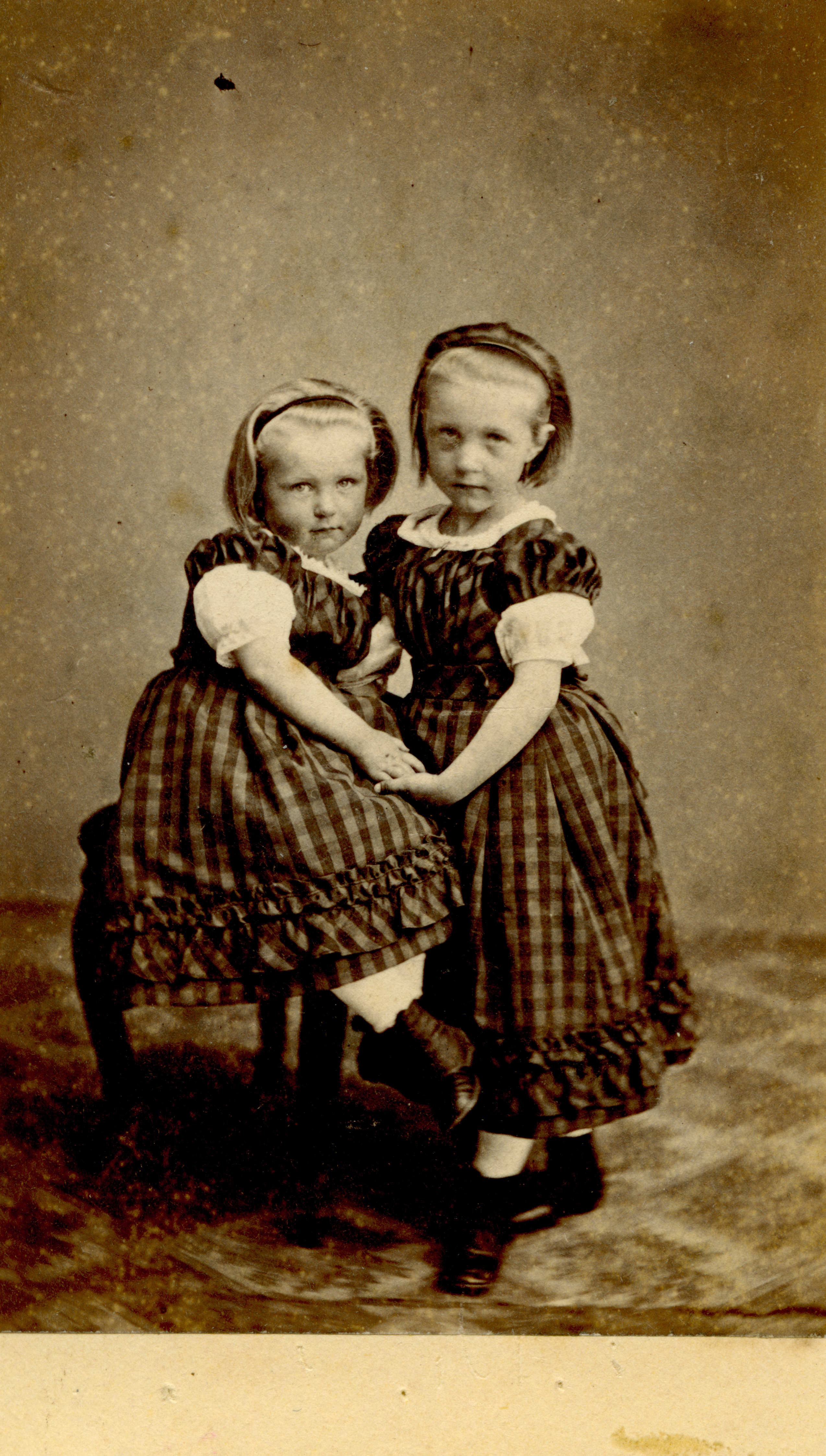
Portrét, asi 1870
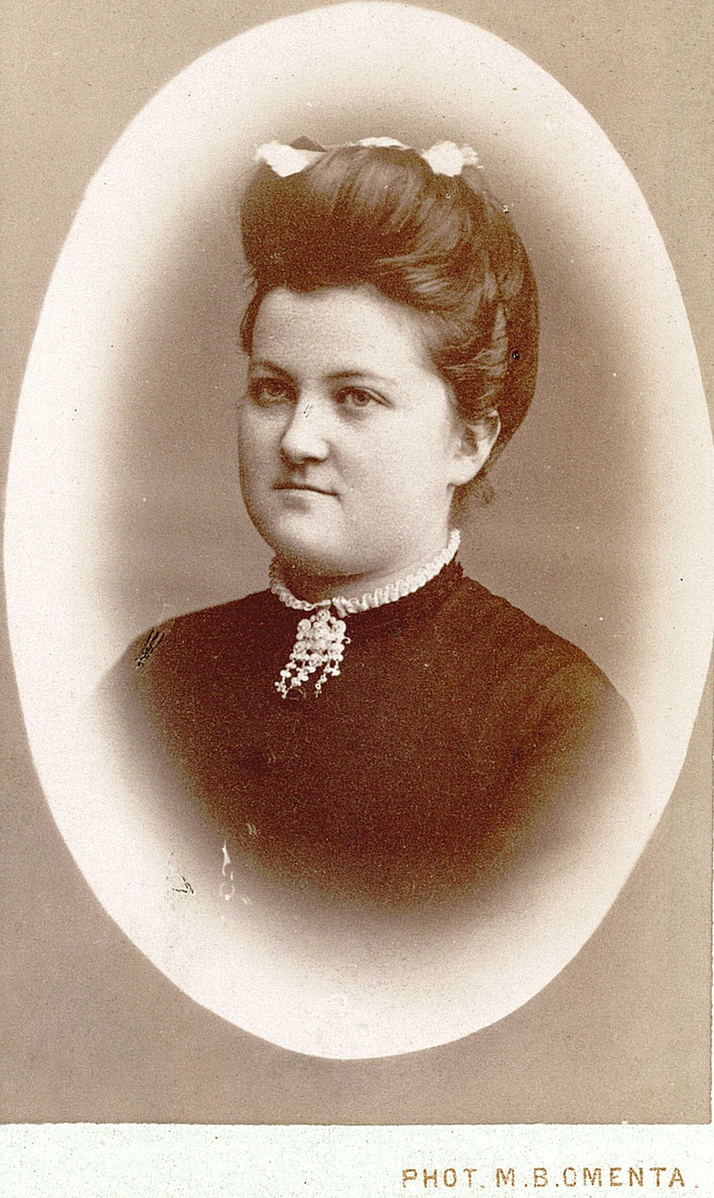
Portrét, 1873
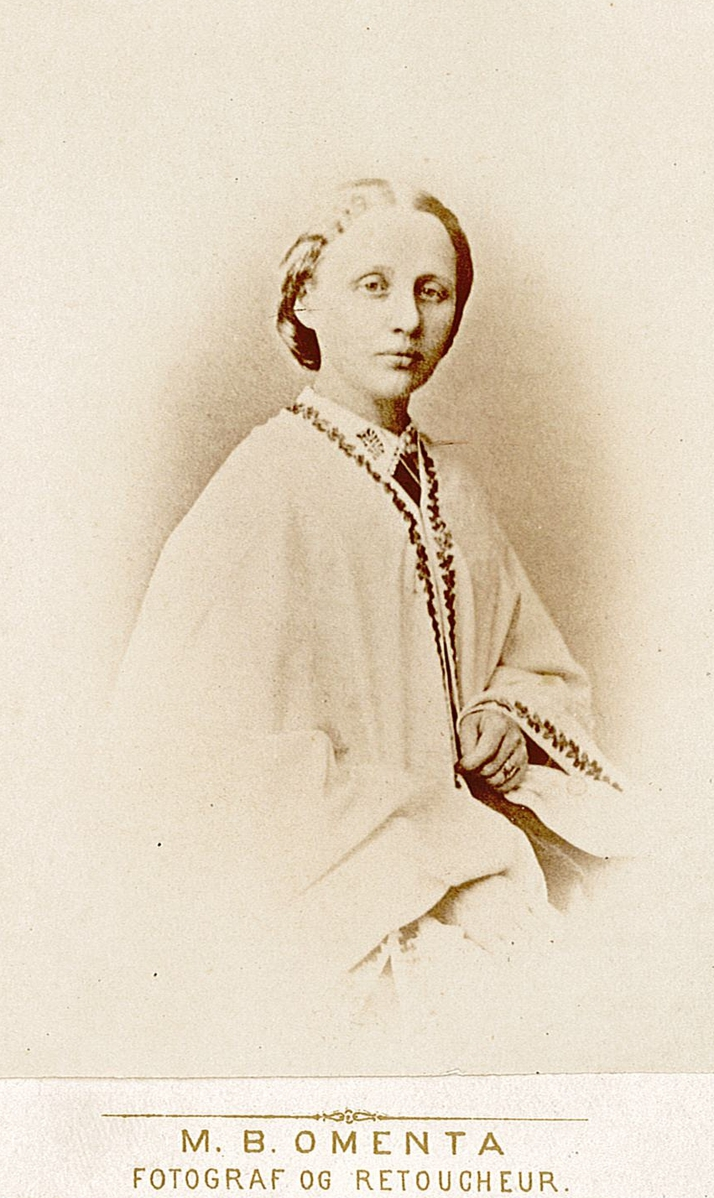
Portrét, asi 1870
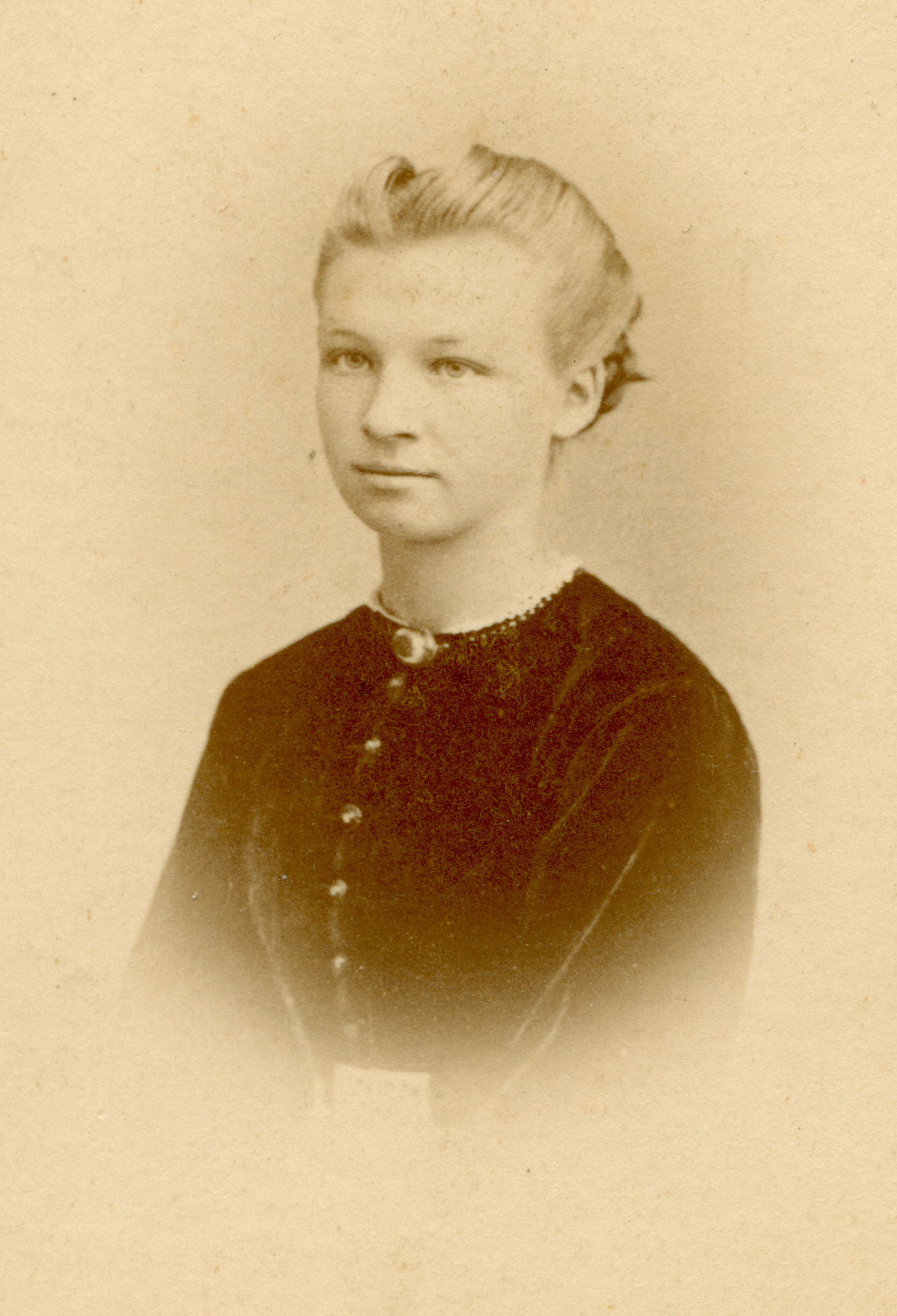
Portrét
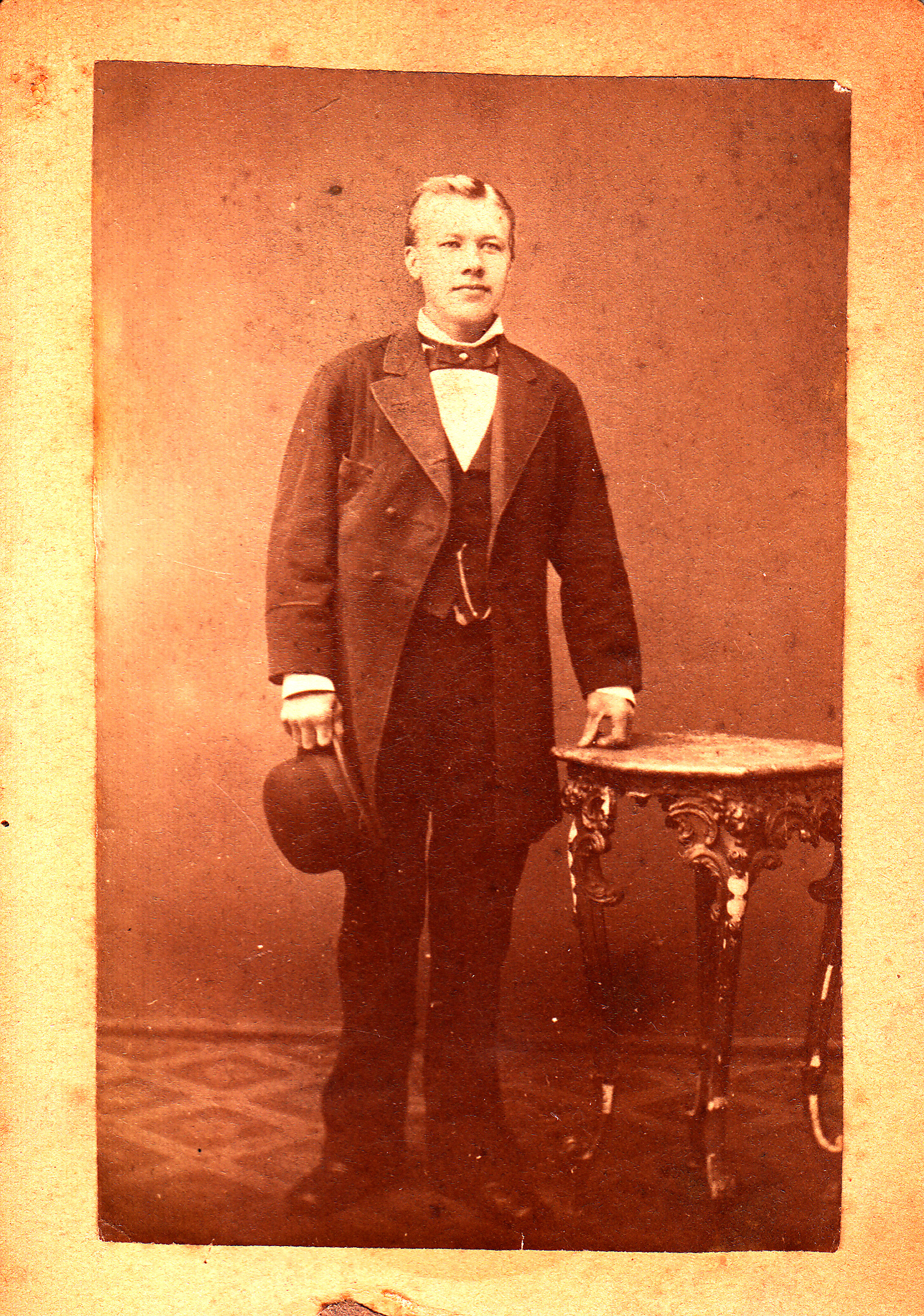
Neznámý muž
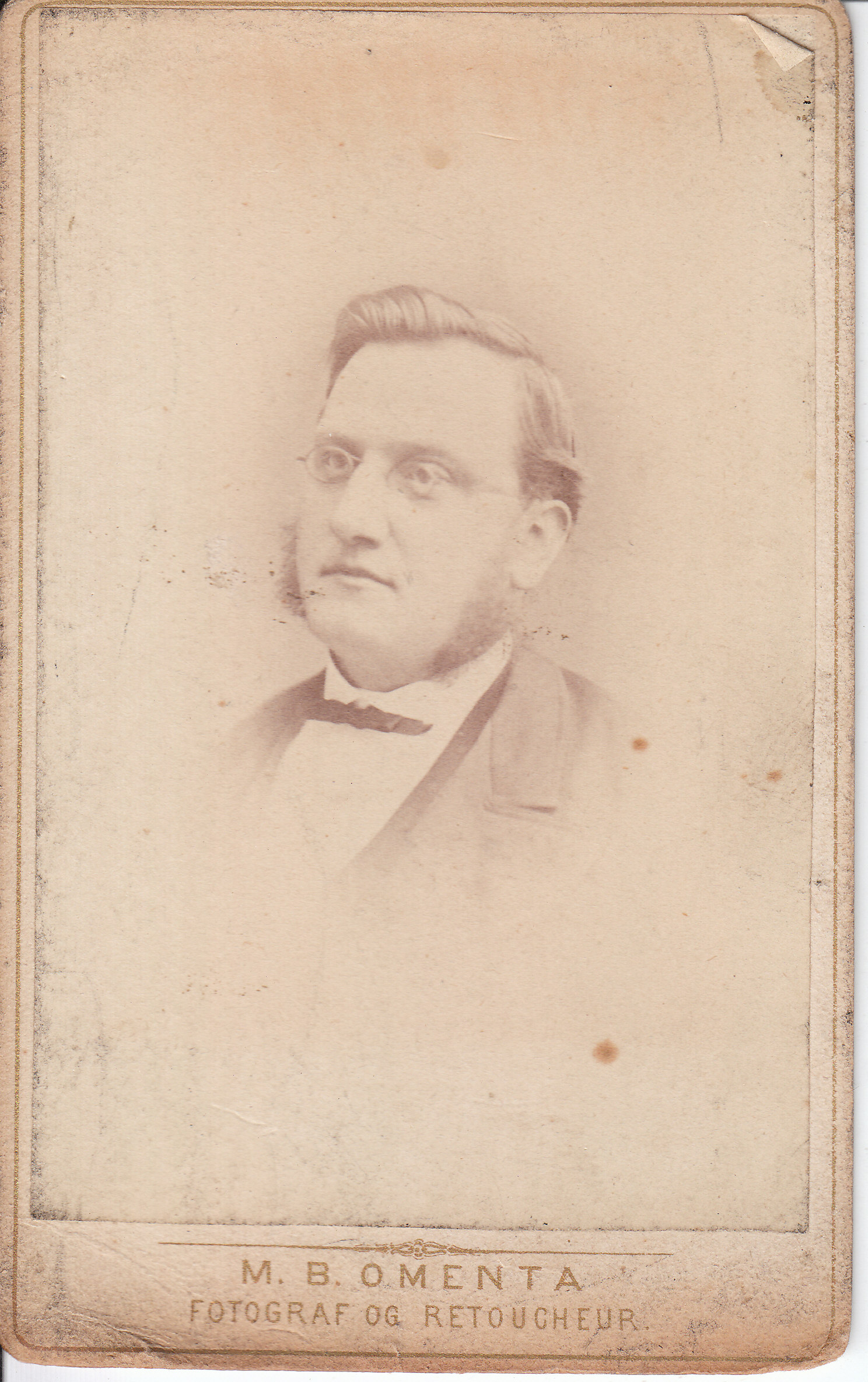
Neznámý muž